# Усть-Шиш
Усть-Шиш — деревня в Знаменском районе Омской области. Входит в состав Новоягодинского сельского поселения.

## История
Основана в 1830-х годах, как выселок из юрт Шиш-Тамакских. В 1928 г. состояла из 52 хозяйств, основное население — русские. Центр Ново-Шиштомакского сельсовета Знаменского района Тарского округа Сибирского края.

## Население
| 1926 | 2002 | 2010 |
| ---- | ---- | ---- |
| 261  | ↗652 | ↘517 |